# Tro Bro Leon 2024
La 40e édition du Tro Bro Leon a lieu le 5 mai 2024. Cette course cycliste d'un jour fait partie du calendrier UCI ProSeries 2024 en catégorie 1.Pro (deuxième niveau mondial).
Cette course est aussi inscrite au calendrier de la Coupe de France en tant que 10e manche de l'édition 2024.
Elle est remportée au sprint par le coureur belge de l'équipe Lotto-Dstny Arnaud De Lie, devant les Français Clément Venturini et Pierre Gautherat.

## Présentation

### Parcours
Cette 40e édition s'étend sur 203,6 kilomètres entre Le Carpont Plouguin et Lannilis, dont une distance record de 34,6 kilomètres parcourus sur des ribinoù, ces chemins de terre et secteurs empierrés caractéristiques de cette course du pays de Léon, répartis en 29 secteurs.
Après la traversée de plusieurs agglomérations du Nord-Finistère telles que Ploudalmézeau, Saint-Renan, Landerneau et Plouguerneau, la course entre dans un circuit final de 12,5 kilomètres comportant notamment le ribin du château de Kérouartz dont le dernier passage se situe à 8 kilomètres de la ligne d'arrivée à Lannilis.

### Équipes participantes
Le Tro Bro Leon est classé en catégorie 1.Pro du circuit  UCI ProSeries. Par conséquent, la course est ouverte aux équipes UCI WorldTeam dans la limite de 70 % des équipes participantes, aux équipes continentales professionnelles, aux équipes continentales et aux équipes nationales.
20 équipes participent à ce Tro Bro Leon : 6 WorldTeams, 10 ProTeams et 4 équipes continentales.
| WorldTeams (6)- Arkéa-B&B Hotels - Cofidis - Groupama-FDJ - Decathlon-AG2R La Mondiale - Team dsm-firmenich PostNL - Intermarché-Wanty ProTeams (10)- Equipo Kern Pharma - Bingoal WB - TotalEnergies - Euskaltel-Euskadi - Burgos-BH - Caja Rural-Seguros RGA - Israel-Premier Tech - Lotto Dstny - Q36.5 Pro Cycling Team - Uno-X Mobility Équipes continentales (4)- Nice Métropole Côte d'Azur - Van Rysel-Roubaix - CIC U Nantes Atlantique - Saint Michel-Mavic-Auber 93 |
| |

### Principaux coureurs présents
Les principaux favoris pour cette édition du Tro Bro Leon sont le Belge Arnaud De Lie, classé 4e en 2022 et 2e en 2023, l'Allemand John Degenkolb, l'Italien Luca Mozzato, 2e en 2022, ainsi que le Français Benoît Cosnefroy qui affiche une grande forme cette saison, et participe pour la première fois au Tro Bro Leon. Deuxième du Grand prix du Morbihan la veille derrière Cosnefroy, Axel Zingle figure aussi parmi les favoris. L'Italien Giacomo Nizzolo, vainqueur de l'édition 2023, ne prévoit pas de s'aligner au départ de la course cette année.

### Diffusion
Le Tro Bro Leon 2024 est diffusé sur France 3.

## Déroulement de la course
L'épreuve est remportée par Arnaud De Lie de l'équipe Lotto Dstny qui s'impose devant Clément Venturini (Arkéa - B&B Hotels) et Pierre Gautherat (Décathlon AG2R La Mondiale).

## Classement de la course
| \| Classement général \| Classement général \| Classement général \| Classement général \| Classement général \| \| Coureur \| Coureur \| Pays \| Équipe \| Temps \| \| ------------------ \| ------------------ \| ------------------ \| --------------------------- \| ------------------ \| \| 1er \| Arnaud De Lie \| Belgique \| Lotto Dstny \| 4 h 55 min 23 s \| \| 2e \| Clément Venturini \| France \| Arkéa-B&B Hotels \| + 0 s \| \| 3e \| Pierre Gautherat \| France \| Decathlon-AG2R La Mondiale \| + 0 s \| \| 4e \| Riley Sheehan \| États-Unis \| Israel-Premier Tech \| + 0 s \| \| 5e \| Jonas Abrahamsen \| Norvège \| Uno-X Mobility \| + 0 s \| \| 6e \| Morne van Niekerk \| Afrique du Sud \| Saint Michel-Mavic-Auber 93 \| + 0 s \| \| 7e \| Luca Mozzato \| Italie \| Arkéa-B&B Hotels \| + 0 s \| \| 8e \| Thomas Gachignard \| France \| TotalEnergies \| + 0 s \| \| 9e \| Markus Hoelgaard \| Norvège \| Uno-X Mobility \| + 8 s \| \| 10e \| Tom Van Asbroeck \| Belgique \| Israel-Premier Tech \| + 49 s \| |                   |                |                             |                 |
| |                   |                |                             |                 |
| Source : ProCyclingStats |                   |                |                             |                 |
| Classement général |                   |                |                             |                 |
| Coureur | Coureur           | Pays           | Équipe                      | Temps           |
| 1er | Arnaud De Lie     | Belgique       | Lotto Dstny                 | 4 h 55 min 23 s |
| 2e | Clément Venturini | France         | Arkéa-B&B Hotels            | + 0 s           |
| 3e | Pierre Gautherat  | France         | Decathlon-AG2R La Mondiale  | + 0 s           |
| 4e | Riley Sheehan     | États-Unis     | Israel-Premier Tech         | + 0 s           |
| 5e | Jonas Abrahamsen  | Norvège        | Uno-X Mobility              | + 0 s           |
| 6e | Morne van Niekerk | Afrique du Sud | Saint Michel-Mavic-Auber 93 | + 0 s           |
| 7e | Luca Mozzato      | Italie         | Arkéa-B&B Hotels            | + 0 s           |
| 8e | Thomas Gachignard | France         | TotalEnergies               | + 0 s           |
| 9e | Markus Hoelgaard  | Norvège        | Uno-X Mobility              | + 8 s           |
| 10e | Tom Van Asbroeck  | Belgique       | Israel-Premier Tech         | + 49 s          |

## Attributions des points

### Classement UCI
Les points sont attribués au Classement mondial UCI 2024 selon le barème suivant.
| Position           | 1er | 2e  | 3e  | 4e  | 5e | 6e | 7e | 8e | 9e | 10e | 11e | 12e | 13e | 14e | 15e | 16e à 30e | 31e à 40e |
| Classement général | 200 | 150 | 125 | 100 | 85 | 70 | 60 | 50 | 40 | 35  | 30  | 25  | 20  | 15  | 10  | 5         | 3         |

### Classements Coupe de France
L'ordre d'arrivée de l'épreuve détermine le nombre de points attribués pour le classement général individuel de la Coupe de France 2024.
| Position | 1er | 2e | 3e | 4e | 5e | 6e | 7e | 8e | 9e | 10e | 11e | 12e | 13e | 14e | 15e |
| Points   | 50  | 35 | 25 | 20 | 18 | 16 | 14 | 12 | 10 | 8   | 6   | 5   | 3   | 3   | 3   |

Le classement par équipes de la Coupe de France est établi de la manière suivante : on additionne les places des trois premiers coureurs pour définir le score de chaque équipe. Puis les équipes sont classées par score décroissant. L'équipe avec le total le plus faible sera la première et recevra 12 points au classement des équipes, jusqu'à la neuvième équipe qui marquera deux points. Seules les équipes françaises marquent des points.
| Position | 1re | 2e | 3e | 4e | 5e | 6e | 7e | 8e | 9e |
| Points   | 12  | 9  | 8  | 7  | 6  | 5  | 4  | 3  | 2  |

## Liste des participants
| Légende | Légende                                                                    | Légende | Légende                                                    |
| ------- | -------------------------------------------------------------------------- | ------- | ---------------------------------------------------------- |
| Num     | Dossard de départ porté par le coureur sur le Tro Bro Leon                 | Pos     | Position à l'arrivée de la course                          |
|         | Indique un maillot de champion national ou mondial, suivi de sa spécialité | NP      | Indique un coureur qui n'a pas pris le départ de la course |
| AB      | Indique un coureur qui n'a pas terminé la course                           | HD      | Indique un coureur qui a terminé la course hors des délais |
| DSQ     | Indique un coureur qui a été disqualifié de la course                      |         |                                                            |

| Lotto Dstny LTD | Lotto Dstny LTD          | Lotto Dstny LTD |
| --------------- | ------------------------ | --------------- |
| Num             | Coureur                  | Pos             |
| 1               | Arnaud De Lie (BEL)      | 1er             |
| 2               | Jasper De Buyst (BEL)    | AB              |
| 3               | Alec Segaert (BEL)       | 42e             |
| 4               | Liam Slock (BEL)         | 46e             |
| 5               | Lionel Taminiaux (BEL)   | AB              |
| 6               | Brent Van Moer (BEL)     | 17e             |
| 7               | Sébastien Grignard (BEL) | 72e             |

| Team dsm-firmenich PostNL DFP | Team dsm-firmenich PostNL DFP | Team dsm-firmenich PostNL DFP |
| ----------------------------- | ----------------------------- | ----------------------------- |
| Num                           | Coureur                       | Pos                           |
| 11                            | John Degenkolb (GER)          | 74e                           |
| 12                            | Nils Eekhoff (NED)            | AB                            |
| 13                            | Sean Flynn (GBR)              | 65e                           |
| 14                            | Axel Källberg (FIN)           | AB                            |
| 15                            | Benjamin Peatfield (GBR)      | AB                            |
| 16                            | Casper van Uden (NED)         | AB                            |

| Arkéa-B&B Hotels ARK | Arkéa-B&B Hotels ARK    | Arkéa-B&B Hotels ARK |
| -------------------- | ----------------------- | -------------------- |
| Num                  | Coureur                 | Pos                  |
| 21                   | Luca Mozzato (ITA)      | 7e                   |
| 22                   | Vincenzo Albanese (ITA) | 75e                  |
| 23                   | Amaury Capiot (BEL)     | 12e                  |
| 24                   | Mathis Le Berre (FRA)   | 14e                  |
| 25                   | Kévin Ledanois (FRA)    | AB                   |
| 27                   | Clément Venturini (FRA) | 2e                   |
| 28                   | Florian Dauphin (FRA)   | AB                   |

| Decathlon-AG2R La Mondiale DAT | Decathlon-AG2R La Mondiale DAT | Decathlon-AG2R La Mondiale DAT |
| ------------------------------ | ------------------------------ | ------------------------------ |
| Num                            | Coureur                        | Pos                            |
| 31                             | Benoît Cosnefroy (FRA)         | 15e                            |
| 32                             | Pierre Gautherat (FRA)         | 3e                             |
| 33                             | Edvald Boasson Hagen (NOR)     | 36e                            |
| 34                             | Dries De Bondt (BEL)           | 70e                            |
| 35                             | Sander De Pestel (BEL)         | 16e                            |
| 36                             | Valentin Retailleau (FRA)      | 50e                            |
| 39                             | Stan Dewulf (BEL)              | 28e                            |

| Cofidis COF | Cofidis COF           | Cofidis COF |
| ----------- | --------------------- | ----------- |
| Num         | Coureur               | Pos         |
| 41          | Bryan Coquard (FRA)   | 26e         |
| 42          | Piet Allegaert (BEL)  | 44e         |
| 43          | Aimé De Gendt (BEL)   | AB          |
| 44          | Gorka Izagirre (ESP)  | AB          |
| 45          | Jonathan Lastra (ESP) | 53e         |
| 46          | Alexis Renard (FRA)   | 23e         |
| 47          | Axel Zingle (FRA)     | 59e         |

| Intermarché-Wanty IWA | Intermarché-Wanty IWA | Intermarché-Wanty IWA |
| --------------------- | --------------------- | --------------------- |
| Num                   | Coureur               | Pos                   |
| 51                    | Hugo Page (FRA)       | AB                    |
| 52                    | Aklilu Arefayne (ERI) | 83e                   |
| 53                    | Rune Herregodts (BEL) | AB                    |
| 54                    | Gerben Kuypers (BEL)  | 63e                   |
| 57                    | Lorenzo Rota (ITA)    | 33e                   |
| 58                    | Kevin Kuhn (SUI)      | 60e                   |

| Groupama-FDJ GFC | Groupama-FDJ GFC        | Groupama-FDJ GFC |
| ---------------- | ----------------------- | ---------------- |
| Num              | Coureur                 | Pos              |
| 61               | Samuel Watson (GBR)     | 18e              |
| 62               | Sven Erik Bystrøm (NOR) | 78e              |
| 63               | Ben Askey (GBR)         | 79e              |
| 64               | Eddy Le Huitouze (FRA)  | 67e              |
| 65               | Marc Sarreau (FRA)      | 66e              |
| 67               | Matthew Walls (GBR)     | AB               |
| 68               | Brieuc Rolland (FRA)    | 35e              |

| Israel-Premier Tech IPT | Israel-Premier Tech IPT       | Israel-Premier Tech IPT |
| ----------------------- | ----------------------------- | ----------------------- |
| Num                     | Coureur                       | Pos                     |
| 71                      | Riley Sheehan (USA)           | 4e                      |
| 72                      | Pier-André Côté (CAN) (route) | 71e                     |
| 73                      | Guillaume Boivin (CAN)        | 45e                     |
| 74                      | Mason Hollyman (GBR)          | 84e                     |
| 76                      | Tom Van Asbroeck (BEL)        | 10e                     |
| 77                      | Mads Würtz Schmidt (DEN)      | AB                      |
| 78                      | Joseph Blackmore (GBR)        | 25e                     |

| Uno-X Mobility UXM | Uno-X Mobility UXM             | Uno-X Mobility UXM |
| ------------------ | ------------------------------ | ------------------ |
| Num                | Coureur                        | Pos                |
| 81                 | Jonas Abrahamsen (NOR)         | 5e                 |
| 82                 | Fredrik Dversnes (NOR) (route) | 20e                |
| 83                 | Markus Hoelgaard (NOR)         | 9e                 |
| 84                 | William Blume Levy (DEN)       | 43e                |
| 85                 | Erik Nordsæter Resell (NOR)    | 54e                |
| 86                 | Rasmus Tiller (NOR)            | 11e                |
| 87                 | Søren Wærenskjold (NOR)        | 37e                |

| TotalEnergies TEN | TotalEnergies TEN       | TotalEnergies TEN |
| ----------------- | ----------------------- | ----------------- |
| Num               | Coureur                 | Pos               |
| 91                | Anthony Turgis (FRA)    | 21e               |
| 92                | Thomas Bonnet (FRA)     | 40e               |
| 93                | Sandy Dujardin (FRA)    | 30e               |
| 94                | Thomas Gachignard (FRA) | 8e                |
| 95                | Émilien Jeannière (FRA) | 41e               |
| 96                | Lorrenzo Manzin (FRA)   | AB                |
| 97                | Dries Van Gestel (BEL)  | 13e               |

| Q36.5 Pro Cycling Team Q36 | Q36.5 Pro Cycling Team Q36 | Q36.5 Pro Cycling Team Q36 |
| -------------------------- | -------------------------- | -------------------------- |
| Num                        | Coureur                    | Pos                        |
| 101                        | Frederik Frison (BEL)      | 34e                        |
| 102                        | Negasi Abreha (ETH)        | AB                         |
| 103                        | Marcel Camprubí (ESP)      | AB                         |
| 104                        | Fabio Christen (SUI)       | 61e                        |
| 106                        | Travis Stedman (RSA)       | AB                         |
| 107                        | Rory Townsend (IRL)        | AB                         |
| 109                        | Cyrus Monk (AUS)           | AB                         |

| Bingoal WB BWB | Bingoal WB BWB            | Bingoal WB BWB |
| -------------- | ------------------------- | -------------- |
| Num            | Coureur                   | Pos            |
| 112            | Louka Matthys (BEL)       | 73e            |
| 113            | Luca Van Boven (BEL)      | 22e            |
| 114            | Aaron Van der Beken (BEL) | 55e            |
| 115            | Kenneth Van Rooy (BEL)    | AB             |
| 117            | Jelle Vermoote (BEL)      | AB             |
| 118            | Floris De Tier (BEL)      | 31e            |
| 119            | Johan Meens (BEL)         | AB             |

| Burgos-BH BBH | Burgos-BH BBH        | Burgos-BH BBH |
| ------------- | -------------------- | ------------- |
| Num           | Coureur              | Pos           |
| 121           | Clément Alleno (FRA) | 82e           |
| 122           | Antonio Angulo (ESP) | 27e           |
| 123           | Ángel Fuentes (ESP)  | 47e           |
| 124           | Aaron Gate (NZL)     | 68e           |
| 125           | George Jackson (NZL) | 39e           |
| 126           | Óscar Pelegrí (ESP)  | 51e           |
| 130           | Jesús Ezquerra (ESP) | 24e           |

| Saint Michel-Mavic-Auber 93 AUB | Saint Michel-Mavic-Auber 93 AUB | Saint Michel-Mavic-Auber 93 AUB |
| ------------------------------- | ------------------------------- | ------------------------------- |
| Num                             | Coureur                         | Pos                             |
| 131                             | Alexandre Delettre (FRA)        | DQ                              |
| 132                             | Romain Cardis (FRA)             | AB                              |
| 133                             | Dillon Corkery (IRL)            | AB                              |
| 134                             | Théo Delacroix (FRA)            | AB                              |
| 135                             | Joris Delbove (FRA)             | 56e                             |
| 136                             | Jérémy Lecroq (FRA)             | AB                              |
| 137                             | Morne van Niekerk (RSA)         | 6e                              |

| Caja Rural-Seguros RGA CJR | Caja Rural-Seguros RGA CJR | Caja Rural-Seguros RGA CJR |
| -------------------------- | -------------------------- | -------------------------- |
| Num                        | Coureur                    | Pos                        |
| 141                        | Eduard Prades (ESP)        | AB                         |
| 142                        | Jaume Guardeño (ESP)       | 58e                        |
| 143                        | Fernando Barceló (ESP)     | AB                         |
| 144                        | David González López (ESP) | AB                         |
| 146                        | Joseba López (ESP)         | AB                         |
| 147                        | Gorka Sorarrain (ESP)      | AB                         |

| Van Rysel-Roubaix VRR | Van Rysel-Roubaix VRR    | Van Rysel-Roubaix VRR |
| --------------------- | ------------------------ | --------------------- |
| Num                   | Coureur                  | Pos                   |
| 151                   | Emmanuel Morin (FRA)     | 38e                   |
| 152                   | Rait Ärm (EST)           | 76e                   |
| 153                   | Kévin Avoine (FRA)       | 29e                   |
| 154                   | Samuel Leroux (FRA)      | 19e                   |
| 155                   | Jérémy Leveau (FRA)      | AB                    |
| 156                   | Valentin Tabellion (FRA) | AB                    |
| 157                   | Norman Vahtra (EST)      | AB                    |

| Equipo Kern Pharma EKP | Equipo Kern Pharma EKP   | Equipo Kern Pharma EKP |
| ---------------------- | ------------------------ | ---------------------- |
| Num                    | Coureur                  | Pos                    |
| 161                    | Urko Berrade (ESP)       | 57e                    |
| 162                    | Hugo Aznar (ESP)         | AB                     |
| 163                    | Francisco Galván (ESP)   | AB                     |
| 164                    | Álex Jaime (ESP)         | AB                     |
| 165                    | Danny van der Tuuk (POL) | 62e                    |
| 166                    | Martí Márquez (ESP)      | AB                     |
| 167                    | Mikel Retegi (ESP)       | 64e                    |

| CIC U Nantes Atlantique UCN | CIC U Nantes Atlantique UCN | CIC U Nantes Atlantique UCN |
| --------------------------- | --------------------------- | --------------------------- |
| Num                         | Coureur                     | Pos                         |
| 171                         | Maël Guégan (FRA)           | 52e                         |
| 172                         | Pierre-Henry Basset (FRA)   | 49e                         |
| 173                         | Enzo Boulet (FRA)           | AB                          |
| 175                         | Léo Danès (FRA)             | 77e                         |
| 176                         | Robin Plamondon (CAN)       | AB                          |
| 177                         | Jon Rye-Johnsen (NOR)       | AB                          |
| 179                         | Antoine Hue (FRA)           | AB                          |

| Euskaltel-Euskadi EUS | Euskaltel-Euskadi EUS   | Euskaltel-Euskadi EUS |
| --------------------- | ----------------------- | --------------------- |
| Num                   | Coureur                 | Pos                   |
| 181                   | Xabier Berasategi (ESP) | 69e                   |
| 182                   | Xavier Cañellas (ESP)   | 32e                   |
| 183                   | James Fouché (NZL)      | AB                    |
| 184                   | Xabier Isasa (ESP)      | 81e                   |
| 185                   | Iker Mintegi (ESP)      | AB                    |
| 186                   | Nicolás Alustiza (ESP)  | 80e                   |
| 187                   | Iker Bonillo (ESP)      | AB                    |

| Nice Métropole Côte d'Azur NMC | Nice Métropole Côte d'Azur NMC | Nice Métropole Côte d'Azur NMC |
| ------------------------------ | ------------------------------ | ------------------------------ |
| Num                            | Coureur                        | Pos                            |
| 191                            | Jean-Louis Le Ny (FRA)         | AB                             |
| 192                            | Jonathan Couanon (FRA)         | AB                             |
| 193                            | Damien Girard (FRA)            | AB                             |
| 194                            | Paul Hennequin (FRA)           | 85e                            |
| 196                            | Alexander Konijn (NED)         | 48e                            |
| 197                            | Alexandre Léonien (FRA)        | AB                             |
| 200                            | Axel Narbonne-Zuccarelli (FRA) | AB                             |

| Lotto Dstny LTD | Lotto Dstny LTD          | Lotto Dstny LTD |
| --------------- | ------------------------ | --------------- |
| Num             | Coureur                  | Pos             |
| 1               | Arnaud De Lie (BEL)      | 1er             |
| 2               | Jasper De Buyst (BEL)    | AB              |
| 3               | Alec Segaert (BEL)       | 42e             |
| 4               | Liam Slock (BEL)         | 46e             |
| 5               | Lionel Taminiaux (BEL)   | AB              |
| 6               | Brent Van Moer (BEL)     | 17e             |
| 7               | Sébastien Grignard (BEL) | 72e             |

| Team dsm-firmenich PostNL DFP | Team dsm-firmenich PostNL DFP | Team dsm-firmenich PostNL DFP |
| ----------------------------- | ----------------------------- | ----------------------------- |
| Num                           | Coureur                       | Pos                           |
| 11                            | John Degenkolb (GER)          | 74e                           |
| 12                            | Nils Eekhoff (NED)            | AB                            |
| 13                            | Sean Flynn (GBR)              | 65e                           |
| 14                            | Axel Källberg (FIN)           | AB                            |
| 15                            | Benjamin Peatfield (GBR)      | AB                            |
| 16                            | Casper van Uden (NED)         | AB                            |

| Arkéa-B&B Hotels ARK | Arkéa-B&B Hotels ARK    | Arkéa-B&B Hotels ARK |
| -------------------- | ----------------------- | -------------------- |
| Num                  | Coureur                 | Pos                  |
| 21                   | Luca Mozzato (ITA)      | 7e                   |
| 22                   | Vincenzo Albanese (ITA) | 75e                  |
| 23                   | Amaury Capiot (BEL)     | 12e                  |
| 24                   | Mathis Le Berre (FRA)   | 14e                  |
| 25                   | Kévin Ledanois (FRA)    | AB                   |
| 27                   | Clément Venturini (FRA) | 2e                   |
| 28                   | Florian Dauphin (FRA)   | AB                   |

| Decathlon-AG2R La Mondiale DAT | Decathlon-AG2R La Mondiale DAT | Decathlon-AG2R La Mondiale DAT |
| ------------------------------ | ------------------------------ | ------------------------------ |
| Num                            | Coureur                        | Pos                            |
| 31                             | Benoît Cosnefroy (FRA)         | 15e                            |
| 32                             | Pierre Gautherat (FRA)         | 3e                             |
| 33                             | Edvald Boasson Hagen (NOR)     | 36e                            |
| 34                             | Dries De Bondt (BEL)           | 70e                            |
| 35                             | Sander De Pestel (BEL)         | 16e                            |
| 36                             | Valentin Retailleau (FRA)      | 50e                            |
| 39                             | Stan Dewulf (BEL)              | 28e                            |

| Cofidis COF | Cofidis COF           | Cofidis COF |
| ----------- | --------------------- | ----------- |
| Num         | Coureur               | Pos         |
| 41          | Bryan Coquard (FRA)   | 26e         |
| 42          | Piet Allegaert (BEL)  | 44e         |
| 43          | Aimé De Gendt (BEL)   | AB          |
| 44          | Gorka Izagirre (ESP)  | AB          |
| 45          | Jonathan Lastra (ESP) | 53e         |
| 46          | Alexis Renard (FRA)   | 23e         |
| 47          | Axel Zingle (FRA)     | 59e         |

| Intermarché-Wanty IWA | Intermarché-Wanty IWA | Intermarché-Wanty IWA |
| --------------------- | --------------------- | --------------------- |
| Num                   | Coureur               | Pos                   |
| 51                    | Hugo Page (FRA)       | AB                    |
| 52                    | Aklilu Arefayne (ERI) | 83e                   |
| 53                    | Rune Herregodts (BEL) | AB                    |
| 54                    | Gerben Kuypers (BEL)  | 63e                   |
| 57                    | Lorenzo Rota (ITA)    | 33e                   |
| 58                    | Kevin Kuhn (SUI)      | 60e                   |

| Groupama-FDJ GFC | Groupama-FDJ GFC        | Groupama-FDJ GFC |
| ---------------- | ----------------------- | ---------------- |
| Num              | Coureur                 | Pos              |
| 61               | Samuel Watson (GBR)     | 18e              |
| 62               | Sven Erik Bystrøm (NOR) | 78e              |
| 63               | Ben Askey (GBR)         | 79e              |
| 64               | Eddy Le Huitouze (FRA)  | 67e              |
| 65               | Marc Sarreau (FRA)      | 66e              |
| 67               | Matthew Walls (GBR)     | AB               |
| 68               | Brieuc Rolland (FRA)    | 35e              |

| Israel-Premier Tech IPT | Israel-Premier Tech IPT       | Israel-Premier Tech IPT |
| ----------------------- | ----------------------------- | ----------------------- |
| Num                     | Coureur                       | Pos                     |
| 71                      | Riley Sheehan (USA)           | 4e                      |
| 72                      | Pier-André Côté (CAN) (route) | 71e                     |
| 73                      | Guillaume Boivin (CAN)        | 45e                     |
| 74                      | Mason Hollyman (GBR)          | 84e                     |
| 76                      | Tom Van Asbroeck (BEL)        | 10e                     |
| 77                      | Mads Würtz Schmidt (DEN)      | AB                      |
| 78                      | Joseph Blackmore (GBR)        | 25e                     |

| Uno-X Mobility UXM | Uno-X Mobility UXM             | Uno-X Mobility UXM |
| ------------------ | ------------------------------ | ------------------ |
| Num                | Coureur                        | Pos                |
| 81                 | Jonas Abrahamsen (NOR)         | 5e                 |
| 82                 | Fredrik Dversnes (NOR) (route) | 20e                |
| 83                 | Markus Hoelgaard (NOR)         | 9e                 |
| 84                 | William Blume Levy (DEN)       | 43e                |
| 85                 | Erik Nordsæter Resell (NOR)    | 54e                |
| 86                 | Rasmus Tiller (NOR)            | 11e                |
| 87                 | Søren Wærenskjold (NOR)        | 37e                |

| TotalEnergies TEN | TotalEnergies TEN       | TotalEnergies TEN |
| ----------------- | ----------------------- | ----------------- |
| Num               | Coureur                 | Pos               |
| 91                | Anthony Turgis (FRA)    | 21e               |
| 92                | Thomas Bonnet (FRA)     | 40e               |
| 93                | Sandy Dujardin (FRA)    | 30e               |
| 94                | Thomas Gachignard (FRA) | 8e                |
| 95                | Émilien Jeannière (FRA) | 41e               |
| 96                | Lorrenzo Manzin (FRA)   | AB                |
| 97                | Dries Van Gestel (BEL)  | 13e               |

| Q36.5 Pro Cycling Team Q36 | Q36.5 Pro Cycling Team Q36 | Q36.5 Pro Cycling Team Q36 |
| -------------------------- | -------------------------- | -------------------------- |
| Num                        | Coureur                    | Pos                        |
| 101                        | Frederik Frison (BEL)      | 34e                        |
| 102                        | Negasi Abreha (ETH)        | AB                         |
| 103                        | Marcel Camprubí (ESP)      | AB                         |
| 104                        | Fabio Christen (SUI)       | 61e                        |
| 106                        | Travis Stedman (RSA)       | AB                         |
| 107                        | Rory Townsend (IRL)        | AB                         |
| 109                        | Cyrus Monk (AUS)           | AB                         |

| Bingoal WB BWB | Bingoal WB BWB            | Bingoal WB BWB |
| -------------- | ------------------------- | -------------- |
| Num            | Coureur                   | Pos            |
| 112            | Louka Matthys (BEL)       | 73e            |
| 113            | Luca Van Boven (BEL)      | 22e            |
| 114            | Aaron Van der Beken (BEL) | 55e            |
| 115            | Kenneth Van Rooy (BEL)    | AB             |
| 117            | Jelle Vermoote (BEL)      | AB             |
| 118            | Floris De Tier (BEL)      | 31e            |
| 119            | Johan Meens (BEL)         | AB             |

| Burgos-BH BBH | Burgos-BH BBH        | Burgos-BH BBH |
| ------------- | -------------------- | ------------- |
| Num           | Coureur              | Pos           |
| 121           | Clément Alleno (FRA) | 82e           |
| 122           | Antonio Angulo (ESP) | 27e           |
| 123           | Ángel Fuentes (ESP)  | 47e           |
| 124           | Aaron Gate (NZL)     | 68e           |
| 125           | George Jackson (NZL) | 39e           |
| 126           | Óscar Pelegrí (ESP)  | 51e           |
| 130           | Jesús Ezquerra (ESP) | 24e           |

| Saint Michel-Mavic-Auber 93 AUB | Saint Michel-Mavic-Auber 93 AUB | Saint Michel-Mavic-Auber 93 AUB |
| ------------------------------- | ------------------------------- | ------------------------------- |
| Num                             | Coureur                         | Pos                             |
| 131                             | Alexandre Delettre (FRA)        | DQ                              |
| 132                             | Romain Cardis (FRA)             | AB                              |
| 133                             | Dillon Corkery (IRL)            | AB                              |
| 134                             | Théo Delacroix (FRA)            | AB                              |
| 135                             | Joris Delbove (FRA)             | 56e                             |
| 136                             | Jérémy Lecroq (FRA)             | AB                              |
| 137                             | Morne van Niekerk (RSA)         | 6e                              |

| Caja Rural-Seguros RGA CJR | Caja Rural-Seguros RGA CJR | Caja Rural-Seguros RGA CJR |
| -------------------------- | -------------------------- | -------------------------- |
| Num                        | Coureur                    | Pos                        |
| 141                        | Eduard Prades (ESP)        | AB                         |
| 142                        | Jaume Guardeño (ESP)       | 58e                        |
| 143                        | Fernando Barceló (ESP)     | AB                         |
| 144                        | David González López (ESP) | AB                         |
| 146                        | Joseba López (ESP)         | AB                         |
| 147                        | Gorka Sorarrain (ESP)      | AB                         |

| Van Rysel-Roubaix VRR | Van Rysel-Roubaix VRR    | Van Rysel-Roubaix VRR |
| --------------------- | ------------------------ | --------------------- |
| Num                   | Coureur                  | Pos                   |
| 151                   | Emmanuel Morin (FRA)     | 38e                   |
| 152                   | Rait Ärm (EST)           | 76e                   |
| 153                   | Kévin Avoine (FRA)       | 29e                   |
| 154                   | Samuel Leroux (FRA)      | 19e                   |
| 155                   | Jérémy Leveau (FRA)      | AB                    |
| 156                   | Valentin Tabellion (FRA) | AB                    |
| 157                   | Norman Vahtra (EST)      | AB                    |

| Equipo Kern Pharma EKP | Equipo Kern Pharma EKP   | Equipo Kern Pharma EKP |
| ---------------------- | ------------------------ | ---------------------- |
| Num                    | Coureur                  | Pos                    |
| 161                    | Urko Berrade (ESP)       | 57e                    |
| 162                    | Hugo Aznar (ESP)         | AB                     |
| 163                    | Francisco Galván (ESP)   | AB                     |
| 164                    | Álex Jaime (ESP)         | AB                     |
| 165                    | Danny van der Tuuk (POL) | 62e                    |
| 166                    | Martí Márquez (ESP)      | AB                     |
| 167                    | Mikel Retegi (ESP)       | 64e                    |

| CIC U Nantes Atlantique UCN | CIC U Nantes Atlantique UCN | CIC U Nantes Atlantique UCN |
| --------------------------- | --------------------------- | --------------------------- |
| Num                         | Coureur                     | Pos                         |
| 171                         | Maël Guégan (FRA)           | 52e                         |
| 172                         | Pierre-Henry Basset (FRA)   | 49e                         |
| 173                         | Enzo Boulet (FRA)           | AB                          |
| 175                         | Léo Danès (FRA)             | 77e                         |
| 176                         | Robin Plamondon (CAN)       | AB                          |
| 177                         | Jon Rye-Johnsen (NOR)       | AB                          |
| 179                         | Antoine Hue (FRA)           | AB                          |

| Euskaltel-Euskadi EUS | Euskaltel-Euskadi EUS   | Euskaltel-Euskadi EUS |
| --------------------- | ----------------------- | --------------------- |
| Num                   | Coureur                 | Pos                   |
| 181                   | Xabier Berasategi (ESP) | 69e                   |
| 182                   | Xavier Cañellas (ESP)   | 32e                   |
| 183                   | James Fouché (NZL)      | AB                    |
| 184                   | Xabier Isasa (ESP)      | 81e                   |
| 185                   | Iker Mintegi (ESP)      | AB                    |
| 186                   | Nicolás Alustiza (ESP)  | 80e                   |
| 187                   | Iker Bonillo (ESP)      | AB                    |

| Nice Métropole Côte d'Azur NMC | Nice Métropole Côte d'Azur NMC | Nice Métropole Côte d'Azur NMC |
| ------------------------------ | ------------------------------ | ------------------------------ |
| Num                            | Coureur                        | Pos                            |
| 191                            | Jean-Louis Le Ny (FRA)         | AB                             |
| 192                            | Jonathan Couanon (FRA)         | AB                             |
| 193                            | Damien Girard (FRA)            | AB                             |
| 194                            | Paul Hennequin (FRA)           | 85e                            |
| 196                            | Alexander Konijn (NED)         | 48e                            |
| 197                            | Alexandre Léonien (FRA)        | AB                             |
| 200                            | Axel Narbonne-Zuccarelli (FRA) | AB                             |